# SN 2004bj
SN 2004bj – supernowa typu Ia odkryta 22 kwietnia 2004 roku w galaktyce M+01-34-13. W momencie odkrycia miała maksymalną jasność 18,30m.